# Narmer
Narmer (también llamado Nar; Hor-nar-mer , Hor-nar-meher o Horn-nar) fue un rey del Antiguo Egipto durante el periodo arcaico de Egipto. Los egiptólogos lo consideran como el probable sucesor de los reyes protodinásticos Horus Escorpión II y/o Horus Ka, siendo considerado por algunos el unificador de Egipto y fundador de la dinastía I.
La identidad de Narmer es tema de debates en curso, aunque la opinión dominante entre los egiptólogos identifica a  Narmer con el faraón Menes de la dinastía I, a quien también se le acredita la unificación de Egipto como el primer faraón. siendo citado en varias fuentes. Esta conclusión se basa en la paleta de Narmer, una placa que muestra a Narmer como unificador de Egipto, y los dos sellos de la necrópolis de Abidos que lo muestran como el primer rey de la dinastía I.
Pese a la controversia sobre su reinado, existe el consenso de que Narmer impulsó enormemente la cultura de su tierra y allanó el camino para convertir a Egipto en el gran imperio que llegó a ser años después. La fecha probable de su reinado se calcula alrededor del 3150 a. C. a 3075 a. C.

## Cronología
La fecha comúnmente aceptada para el comienzo de su reinado es 3100 a. C. Otras estimaciones que usan tanto el método histórico como la datación por radiocarbono lo sitúan en el rango 3273-2987 a. C.
Usando el método histórico, se usa un evento astronómico registrado en los textos egipcios como punto de partida y a partir de este se determina por "estimación muerta" la fecha de reinado del soberano, sumando o restando los años de gobierno de cada rey —tomados generalmente de Manetón, la Lista Real de Abidos o la Piedra de Palermo— hasta llegar al rey en cuestión. Por supuesto, hay incertidumbre sobre la duración de los reinados, especialmente en los períodos intermedios y el periodo arcaico, además de que los eventos astronómicos disponibles para las estimaciones están ubicados en el Imperio Nuevo y el Imperio Medio (para una discusión de los problemas en el establecimiento de fechas absolutas para el Antiguo Egipto, véase Shaw (2000, pp. 1-16)). 
Dos estimaciones basadas en este método son:Hayes (1970, p. 174), que sitúa el inicio del reinado de Narmer/Menes en 3114 a. C. y lo redondea a 3100 a. C., y Krauss y Warburton (2006, p. 487), que da como fecha 2950 a. C. Varias estimaciones del comienzo de la dinastía I colocan su inicio con Aha, dejando de lado la cuestión de si comenzó con Narmer o Aha, por lo que deben ser ajustados por la longitud del reinado de Narmer para obtener una estimación de la fecha del comienzo del reinado de Narmer. Desafortunadamente no se tiene una estimación confiable de la duración del reinado de Narmer, siendo la mejor la estimación de Manetón (Julio Africano). 
La duración, de acuerdo con Manetón (1940, p. 29), es de 62 años, bajo el supuesto de que Narmer y Menes fueron la misma persona. Por lo tanto el inicio de su reinado es 62 años antes de la fecha del inicio de la dinastía I dada por los autores que suponen su inicio en el reinado de Aha. Entre las estimaciones del comienzo del reinado de Narmer calculadas de esta manera están las de von Beckerath (1997, p. 179) (3094-3044 a. C.);Helck (1986, p. 28) (2987 a. C.);Kitchen (2000, p. 48) (3092 a. C.) y Shaw (2000, p. 480) (3062 a. C.). Considerando todas estas estimaciones se obtiene un rango de 3114-2987 a. C., en base al método histórico. La excepción al consenso dominante es Mellaart (1979, pp. 9-10), que estima el principio de la dinastía I en 3400 a. C. Sin embargo llegó a esta conclusión al ignorar la fecha astronómica del Imperio Medio y su conclusión no está ampliamente aceptada.
La datación por radiocarbono también presenta sus problemas. De acuerdo con Hendrickx (2006, p. 90), «las curvas de calibración para la segunda mitad del cuarto milenio a. C. muestran fluctuaciones importantes con amplios rangos de datos posibles como consecuencia. Generalmente se considera un "período malo" para la datación por radiocarbono». El uso de un enfoque estadístico, incluyendo todas las fechas de carbono 14 disponibles para el período arcaico reduce, pero no elimina, los problemas inherentes.Dee et al. (2004, tabla 1) utilizan este enfoque y derivan una estimación del intervalo de confianza del 65 % para el inicio de la dinastía I en 3211-3045 a. C. Sin embargo definen el comienzo de la dinastía I como el comienzo del reinado de Aha y al no existir fechas de radiocarbono para Narmer, nuevamente se recurre al ajuste de 62 años, lo que proporciona un rango de 3273-3107 a. C., siendo estas fechas cercanas a las obtenidas mediante el método histórico (3114-2987 a. C.).
Combinando los resultados de ambas metodologías diferentes, se obtiene un rango de 5773-2123 a. C. para el comienzo de su reinado.
| Fecha del comienzo del reinado del primer faraón: A continuación un listado de las fechas propuestas por varios eruditos y el año en que la propusieron. |                 |                       |                                 |           |                       |
| Erudito | Fecha           | Propuesta             | Erudito                         | Fecha     | Propuesta             |
| Eratóstenes | siglo III a. C. | 2200 o 2300 a. C.     | Sexto Julio Africano            | siglo III | 2339 a. C.            |
| Jorge Sincelo | siglo VIII      | 2600 a. C.            | Johann Jakob Reiske             | 1748      | 2123 a. C.            |
| John Gardner Wilkinson | 1835            | 2330 a. C. 2320 a. C. | Ippolito Rosellini              | 1837      | 2287 a. C.            |
| Rasmus Christian Nielsen Rask | 1838            | 2660 a. C.            | François Lenormant              | 1839      | 4000 a. C.            |
| Jean-François Champollion | 1840            | 5867 a. C. 5869 a. C. | Samuel Birch                    | 1841      | 4000 a. C.            |
| August Böckh | 1845            | 5702 a. C.            | Jean-Baptiste Lesueur           | 1846      | 5773 a. C. 5770 a. C. |
| Christian Karl Josias von Bunsen | 1848            | 3623 a. C.            | Edward Hincks                   | 1848      | 3895 a. C.            |
| Reginald Stuart Poole | 1851            | 2717 a. C.            | Karl Richard Lepsius            | 1856      | 3892 a. C.            |
| Heinrich Karl Brugsch | 1859            | 4455 a. C.            | John Gardner Wilkinson          | 1860      | 2690 a. C.            |
| Edward Henry Palmer | 1861            | 2224 a. C.            | Jens Lieblein                   | 1863      | 5004 a. C.            |
| Johannes Von Gumpach | 1863            | 2785 a. C.            | Georg Friedrich Unger           | 1867      | 5613 a. C.            |
| Franz Joseph Lauth | 1869            | 4157 a. C.            | François Joseph Chabas          | 1870      | 4000 a. C.            |
| Auguste Mariette | 1871            | 5004 a. C.            | Gaston Maspero                  | 1876      | 4000 o 5000 a. C.     |
| James Strong | 1878            | 2515 a. C.            | William Matthew Flinders Petrie | 1887      | 4777 o 4715 a. C.     |
| Eduard Meyer | 1887            | 3180 a. C.            | William James Erasmus Wilson    | 1893      | 3900 a. C.            |
| William Matthew Flinders Petrie | 1894            | 4779 a. C.            | Gaston Maspero                  | 1903      | 5000 a. C.            |
| Eduard Meyer | 1904            | 3315 a. C.            | Kurt Sethe                      | 1905      | 3360 a. C.            |
| James Henry Breasted | 1906            | 3400 a. C.            | William Matthew Flinders Petrie | 1906      | 5500 a. C.            |
| Alexander Scharff | 1942            | 2850 a. C.            | Tadeusz Andrzejewski            | 1958      | 2850 a. C.            |

## Reinado
La famosa paleta de Narmer, descubierta por James Quibell en 1898 en Hieracómpolis, muestra a Narmer portando las insignias tanto del Alto como del Bajo Egipto, lo que da lugar a la teoría de que él unificó ambos reinos. Desde su descubrimiento se ha debatido si la paleta de Narmer representa un acontecimiento histórico o era puramente simbólica. Sin embargo Günter Dreyer descubrió en 1993 en Abidos una inscripción que describe el mismo acontecimiento de la paleta de Narmer, lo que demuestra que esta representa un acontecimiento histórico real.
El consenso egiptológico que identifica a Narmer con Menes no es general. Algunos egiptólogos sostienen que Menes es la misma persona que Aha y que heredó de Narmer un Egipto ya unificado; otros sostienen que Narmer comenzó el proceso de unificación, pero no lo finalizó o solo lo hizo parcialmente, siendo Menes quien lo completó. El argumento de que Narmer y Menes son la misma persona se debe a su aparición en una impresión de sello de barro hallada en Abidos en conjunción con el jeroglífico de "mn", que parece ser un registro contemporáneo del rey, aunque no está probado.
Otra teoría es que Narmer fue el sucesor inmediato del rey que logró unificar a Egipto (quizás Horus Escorpión II, cuyo nombre aparece en una cabeza de maza ceremonial, también descubierta en Hieracómpolis), pero adoptó los símbolos de la unificación que quizás ya habían sido utilizados durante una generación.

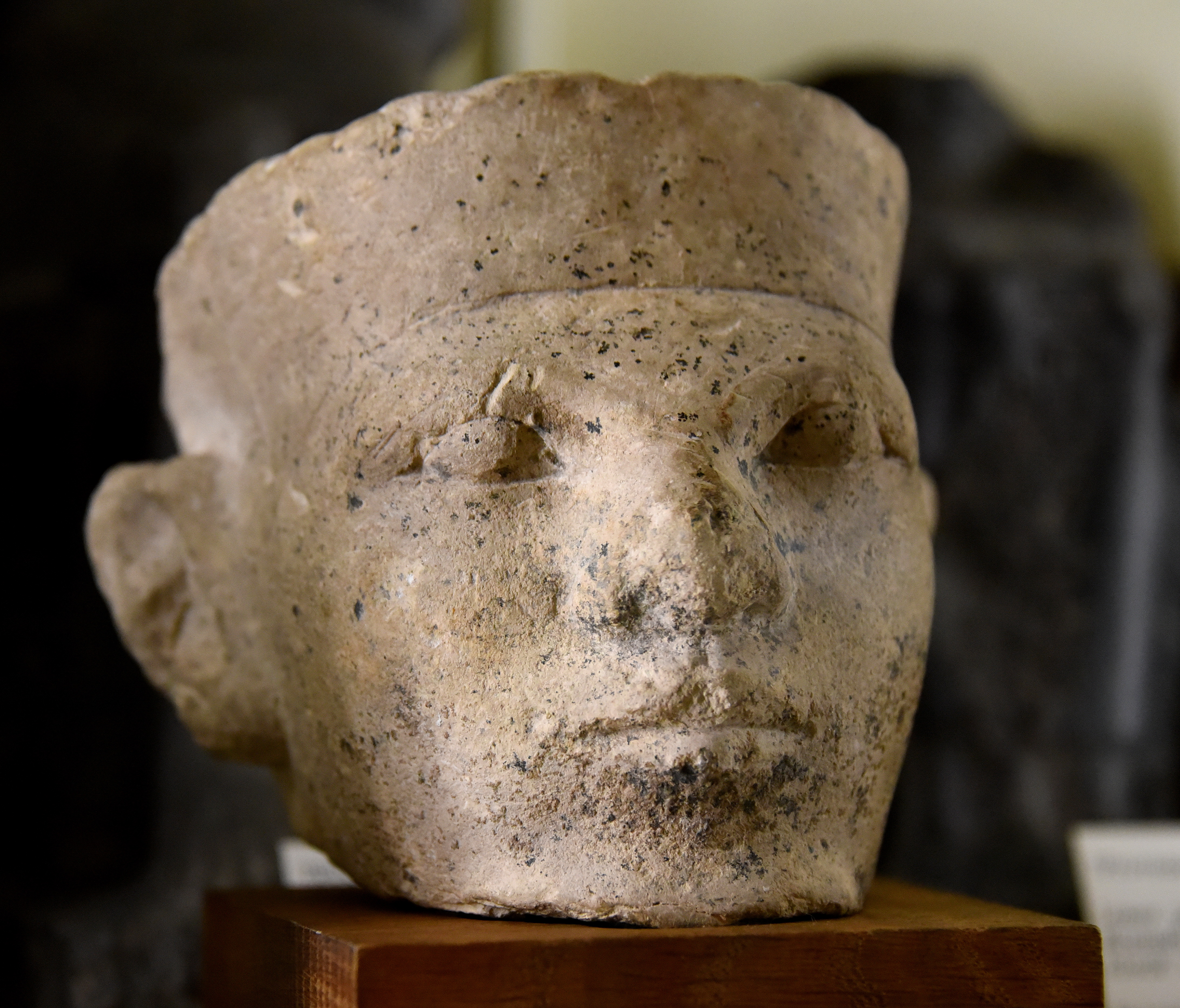
Cabeza de un rey en piedra caliza. Según Petrie podría ser Narmer. Conservado en el Museo Petrie de Arqueología Egipcia, Londres.

El nombre de Narmer aparece en dos sellos de barro que enumeran a los reyes recientemente encontrados en las tumbas de Den y Qa'a (ambos en Abidos), donde aparece como el fundador de la dinastía I, y sucedido por Aha. El sello de Qa'a muestra a los ocho reyes de la dinastía I en el orden correcto, empezando con Narmer. Menes no es mencionado en ninguna lista de reyes porque en ese momento el nombre generalmente usado en los monumentos era el nombre de Horus, mientras que Menes era un nombre personal. Durante su reinado apareció el cargo de Chaty o visir en el Antiguo Egipto que era el encargado de atender los asuntos de gobierno y administración, dejando para el faraón únicamente los asuntos de estado.
Hasta hace poco se pensaba que la esposa de Narmer era Neithotep, cuyo nombre significa «Neith está satisfecha». De acuerdo con esta teoría habría sido una princesa del Bajo Egipto. Las inscripciones que llevaban su nombre fueron encontradas en tumbas pertenecientes a Aha, sucesor inmediato de Narmer, así como a Dyer, hecho tomado por los egiptólogos para sugerir que era la madre de Aha. Sin embargo el descubrimiento en 2012 de inscripciones sobre roca en el Sinaí durante una expedición bajo la autoridad de Pierre Tallet plantea dudas sobre esta teoría.
Menes era originario de Tinis, la capital del Alto Egipto, y estaba casado con Neithotep, originaria de Naqada, lo que parece indicar que este matrimonio selló la alianza entre ambas ciudades.
Fue el primer gran faraón y unificó los territorios egipcios bajo su mando, según reflejan los relieves de su Paleta y reconocieron sus sucesores. La fundación de Menfis, a cientos de kilómetros al norte de Tinis, fue una demostración de poder sobre el Bajo Egipto, al que, según se desprende de la Paleta, veía como pueblo conquistado. Menfis tenía una situación ideal para controlar todo el delta, así como las importantes rutas comerciales al Sinaí y Canaán. Bajo su reinado también se realizaron expediciones hacia el Reino de Kush (actual Nubia).

## Heródoto

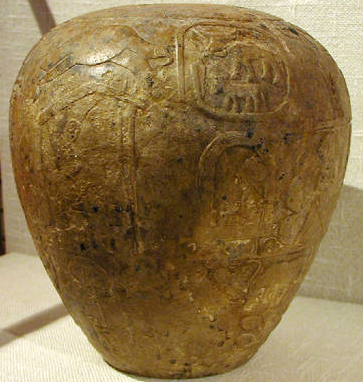
Cabeza de maza ceremonial de Narmer. Hieracómpolis.

Los sacerdotes egipcios contaron al escritor griego Heródoto —a quien se considera fundador de la historia como disciplina científica— que para construir la ciudad, Menes ordenó desviar el cauce del Nilo y levantar un dique de contención:

«Los sacerdotes explican de Menes, el primer rey de los egipcios, que había protegido a Menfis mediante un dique. Por aquel entonces, el río discurría a lo largo de grandes dunas hacia Libia. Menes logró la desviación del caudaloso río hacia al sur, a unos 100 estadios aguas arriba de Menfis, gracias a los diques; sacó al río del viejo cauce y consiguió que la corriente fluyera por un canal, entre las dunas. Aún hoy los persas observan recelosos esta desviación y nuevo cauce del río, y la vigilan durante todo el año. Saben que si el río consiguiera romper el dique, Menfis correría un gran peligro de inundarse. Cuando Menes, el primer rey, hubo desecado el viejo cauce, fundó inmediatamente en esa llanura esta ciudad, que hoy se llama Menfis. La ciudad se encuentra en la parte estrecha de Egipto, alrededor de la ciudad, precisamente al norte y oeste. Ya que al este corre el Nilo, el primer faraón hizo cavar un lago para que se alimentara del río».
Heródoto

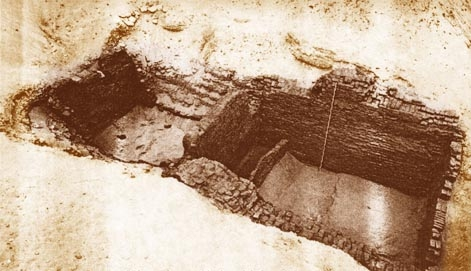
Restos de la tumba de Narmer, en Umm el-Qaab.

El nombre de Narmer aparece en fragmentos de cerámica en la región del Delta, e incluso en Canaán, lo que es prueba evidente del comercio entre estas zonas. La riqueza agrícola resultado de agrandar el Delta del Nilo mediante diques llenó la tierra desértica de limo, (kemet) una tierra negra rica en minerales provenientes del Alto Egipto y la confluencia de diversas rutas comerciales a lo largo del Nilo ayudaron a levantar un gran imperio.
La tradición de dividir la historia egipcia en treinta dinastías se inicia con Manetón, historiador egipcio del siglo III a. C., que durante el reinado de Ptolomeo II compuso en griego la Aigyptiaka, obra desgraciadamente perdida pero transmitida y comentada parcialmente por Flavio Josefo, Julio Africano, Eusebio de Cesarea y el monje Jorge Sincelo.

## Construcciones de su época

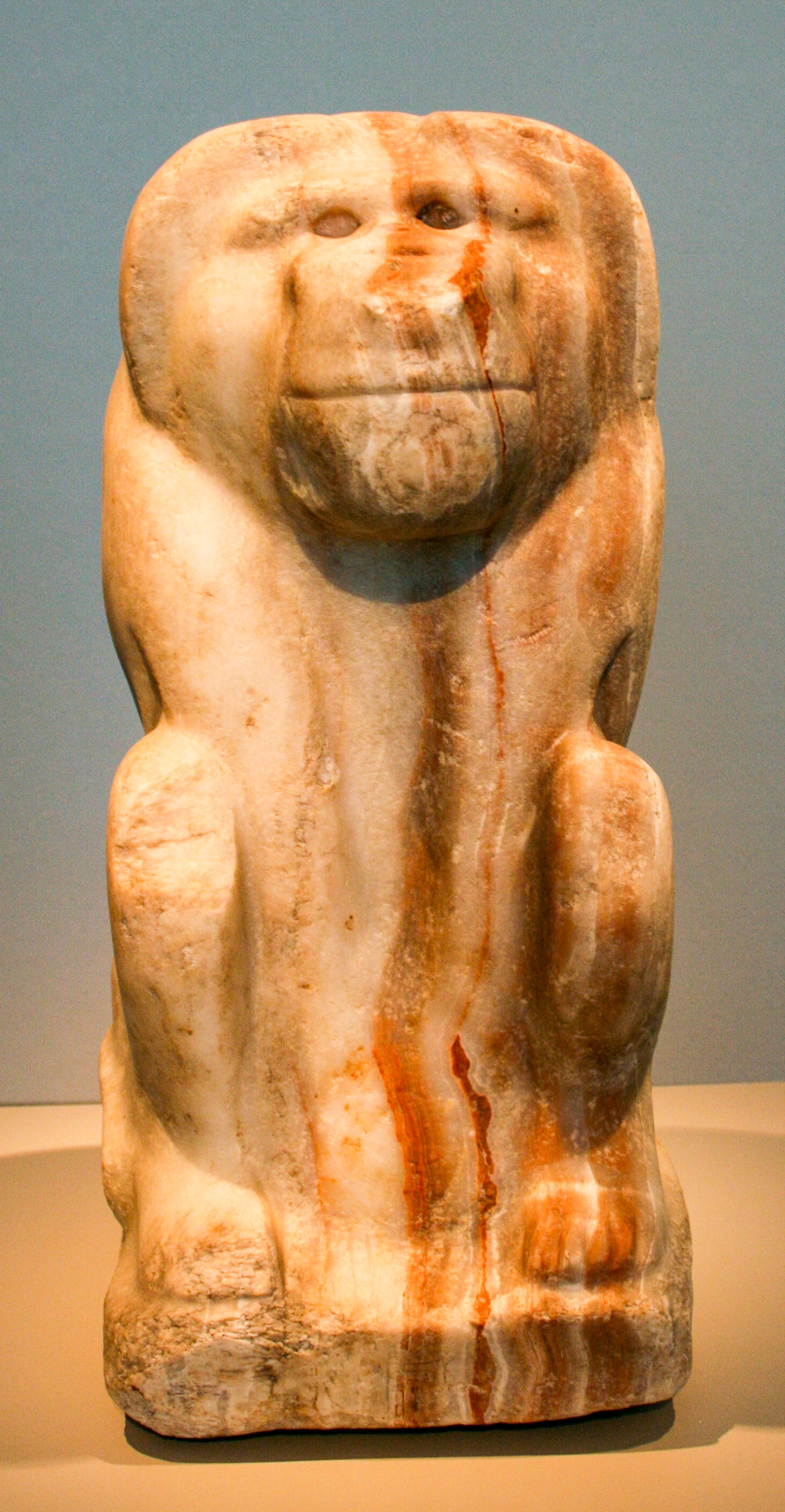
Estatua de babuino con el nombre de Narmer inscrito en la base. Altes Museum, Berlín.

Además de ordenar construir un dique para desecar las zonas pantanosas de Menfis y desviar el cauce del Nilo hacia un lago (se cree que se refiere al Lago Moeris, el primer lago artificial del mundo) Lago Birket Qarun y de edificar la ciudad de Shedet, hoy llamada Al-Fayum. Erigió en Menfis un grandioso templo a Vulcano "Ptah" (Heródoto). 
Se atribuye a Narmer la tumba B17-18 en la necrópolis de Umm el-Qaab, en Abidos, excavada por Flinders Petrie, situada al lado de la tumba de Aha. También es posible que fuera enterrado en Saqqara, o en la necrópolis de Tarjan, aunque podría tratarse de cenotafios (tumbas simbólicas).

## Datos arqueológicos
Se ha encontrado el nombre de Narmer inscrito en jeroglíficos en:
- La Maza ceremonial de Narmer, en Nejen (Hieracómpolis).
- La llamada Paleta de Narmer, del templo de Horus en Nejen.
- La estatua del babuino, custodiada en el Altes Museum de Berlín.
- Serej de Narmer en un fragmento de cerámica de una vasija de vino, en Tell Ibrahim Auad.
- Sellos cilíndricos, en Naqada, delta oriental del Nilo y en el sur de Canaán.

También se ha encontrado su nombre en muchos lugares del Alto y Bajo Egipto, como en el valle de Nilo, en el Delta, en los desiertos occidentales y orientales, y en el sur de Canaán (Rafiah, En Besor, Arad, Tell Erani).

## Sucesores de Narmer
Varios eruditos consideraban que Narmer era el último rey del Periodo Protodinástico de Egipto, diferente del faraón Menes, y otros lo asociaban con el rey Aha, pero después del descubrimiento de Dreyer (1985-95) de varias marcas de sellos encontradas en las tumbas de los faraones Den y Qaa en Umm el-Qaab, Abidos, se puede determinar con seguridad que es exacta la sucesión dinásticaː Narmer, Aha, Dyer, Dyet, Merytneit, Den, Adyib, Semerjet, Qaa.

## Titulatura
El primer faraón fue denominado Meni en la Lista Real de Abidos y el Canon de Turín, Mina (Μινα) por el historiador griego Heródoto y Menes de Tis (Μηνης) por el egipcio Manetón en sus epítomes, escritos por los autores romanos Julio Africano, Eusebio de Cesarea y el monje egipcio Jorge Sincelo. También fue denominado Menes (Μηνης) por el griego Eratóstenes y Menan o Mena (Μηναν o Μηνα) por Diodoro Sículo.
Menes reinó 62 años según Julio Africano y Eratóstenes, o 60 años según Heródoto y Jorge Sincelo, aunque la versión armenia de Eusebio de Cesarea le asigna 30 años de reinado.
| Titulatura | Jeroglífico | Transliteración (transcripción) - traducción - (referencias) |

| G5 |

| G5 |

|  |
|  |
|  |

| G5 |

| G5 |

|  |
|  |
|  |

| mn · n | i |

| mn · n | i |

| mn · n | i |

| mn · n | i |

| mn · n | i |

| mn · n | i |

| mn · n | i |

| mn · n | i |

| mn · n | i |

| mn · n | i |

| mn · n | i |

| mn · n | i |

| mn · n | i |

| mn · n | i |

| mn · n | i |

| mn · n | i |

- La utilización del cartucho egipcio surge a mediados de la dinastía II. El cartucho más antiguo conocido es el del faraón Senedi.

| Predecesor: ¿Horus Escorpión II? | Faraón de Egipto Dinastía I de Egipto | Sucesor: Aha |

## En la ficción moderna
- En el videojuego Warframe, Narmer es como se llama el imperio que une a todos bajo una sola visión.